# Cladistiens
Polypteriformes
Ordre
Synonymes
Cladistiens en phylogénie
Classification phylogénétique
- Ostéichthyens
  - Actinoptérygiens
    - Cladistiens
    - Actinoptères
      - Chondrostéens
      - Néoptérygiens

  - Sarcoptérygiens

Les Cladistiens (Cladistia) sont un clade qui regroupe les polyptères, des poissons osseux à nageoires pectorales charnues et munis de poumons. Leur position systématique a été longtemps discutée. Tantôt placés au sein des Sarcoptérygiens, tantôt au sein des Crossoptérygiens ou encore formant un groupe à part, les Brachyoptérygiens, ils sont maintenant interprétés comme étant une lignée qui s'est séparée précocement des Actinoptérygiens.
Ils forment actuellement un groupe relique qui ne compte aujourd'hui que onze espèces comme le bichir (Polypterus bichir) ou le poisson roseau (Erpetoichthyis calabaricus). Morphologiquement, ce sont des poissons très allongés dont la nageoire dorsale présente la particularité d'être divisée en rayons indépendants.
Comme les dipneustes (Sarcoptérygiens), ils représentent une lignée évolutive qui est caractérisée par la capacité de respirer à l'air libre en plus d'une respiration aquatique.
Leur aire de répartition actuelle se limite à l'Afrique centrale et à la vallée du Nil.

## Genres et espèces
(regroupés au sein d'une seule famille, celle des Polypteridae)
- famille Polypteridae
  - genre Erpetoichthys
    - Erpetoichthys calabaricus

  - genre Polypterus
    - Polypterus ansorgii
    - Polypterus bichir
    - Polypterus delhezi
    - Polypterus endlicherii
    - Polypterus ornatipinnis
    - Polypterus palmas
    - Polypterus polli
    - Polypterus retropinnis
    - Polypterus senegalus
    - Polypterus weeksii